# 빅 베셀 전투
빅 베셀 전투(Battle of Big Bethel)는 미국 남북 전쟁 초기의 지상전 중 하나였다. 이 사건은 1861년 6월 10일 뉴포트 뉴스 근처 버지니아 반도에서 일어났다.
연방 (남북 전쟁)에서 탈퇴하기로 한 버지니아주의 결정은 5월 23일 대중 투표로 비준되었으며, 남부 연합 대령(훗날 소장) 존 B. 마그루더(John B. Magruder)는 연방군에 의한 주도 리치먼드 (버지니아주) 진격을 저지하기 위해 먼로 요새(Fort Monroe, 포트먼로)의 잘 방어된 지점에서 반도로 파견되었다. 이 수비대는 전 매사추세츠 변호사이자 정치가였던 벤저민 프랭클린 버틀러 소장이 지휘했으며, 그는 인근 햄프턴 (버지니아주)과 뉴포트 뉴스에 새로운 캠프를 세웠다. 마그루더는 또한 상대방을 조기 행동으로 끌어들이기 위한 미끼로 연방 라인 범위 내에 빅 베셀과 리틀 베셀(Little Bethel)에 두 개의 캠프를 설립했다.
버틀러는 그와 보좌관 테오도르 윈스롭(Theodore Winthrop) 소령과 함께 야간 행진 계획을 고안했고, 이어서 새벽 공격을 통해 남부군을 기지에서 몰아냈다. 버틀러는 직접 군대를 이끌지 않기로 결정했고 나중에 비판을 받았다. 이 계획은 훈련이 부족한 부하 직원이 수행하기에는 너무 복잡한 것으로 판명되었으며, 특히 밤에는 직원도 암호 전달을 생략했다. 그들은 아군 사격 사건이 발생했을 때 남부군 진지의 배치나 힘을 알지 못한 채 전진하려고 했다. 현장 사령관인 매사추세츠 민병대 에벤에저 피어스(Ebenezer Peirce) 장군은 실패한 작전에 대한 대부분의 비난을 받았다.
연합군은 전쟁에서 사망한 최초의 정규군 장교인 윈스롭(Winthrop) 소령과 존 T. 그레블(John T. Greble) 중위를 포함하여 76명의 사상자를 냈고 18명이 사망했다. 남부군은 8명의 사상자를 냈고 1명이 사망했다. 마그루더는 이후 요크타운 (버지니아주)과 워윅리버(Warwick River)를 따라 방어선으로 철수했지만 선전에서 승리를 거두었고 지역 연합군은 1862년 반도 전역까지 더 이상 중요한 진격을 시도하지 않았다. 이후의 많은 전투에 비해 규모는 작지만 빅 베셀은 과장된 공격을 받았다. 전쟁이 곧 끝날 것이라는 일반적인 느낌 때문에 중요했다.
이 교전은 베셀 교회 전투(Battle of Bethel Church) 또는 그레이트 베셀 전투(Battle of Bethel Church)라고도 알려져 있다.